# Hiperboloidul inginerului Garin
Hiperboloidul inginerului Garin (în rusă Гиперболоид инженера Гарина) este un roman SF scris în perioada 1926–1927 de scriitorul rus Aleksei Nikolaevici Tolstoi. Este unul dintre primele romane SF publicate în limba rusă. Vladimir Nabokov îl consideră cea mai bună scriere a lui Tolstoi.

## Rezumat
Fizicianul rus Piotr Garin inventează un nou tip de armă numită hiperboloid, care nu este nicicum ceea ce se numește în geometrie o suprafață (de gradul doi), ci un fel de Laser ucigător și distrugător care tăia prin o rază concentrată obiectele și construcțiile întâlnite. Garin se visează dictator al lumii. El folosește arma sa pentru a ocupa o insulă nelocuită din Oceanul Pacific. Acolo el aduce muncitori care sapă în măruntaiele pământului pentru a găsi aur. Descoperind o resursă practic nelimitată de aur, Garin subminează paritatea aurului, cumpără fabricile americane și devine un dictator al SUA sub numele de Pierre Garry. Dar, în curând, dictatura lui se prăbușește în urma capturării hiperboloidului și a unei revolte generale a muncitorilor, organizată ca o revoluție proletară de către fostul milițian sovietic Vasili Șelga.

## Personaje
- Piotr Petrovici Garin (cunoscut și ca Piankov-Pitkevici și Pierre Garry) — inginer rus, creatorul hiperboloidului, obsedat de a deveni stăpânul lumii, reușește să fie pentru o perioadă dictator al SUA.
- Zoia Monrose (cunoscută și ca Doamna Lamolle) — balerină rusă, susținătoare a Armatei Albe, emigrantă în Franța, curtezană și aventurieră, este amanta lui Rolling, Garin și Jansen.
- Vasili Vitalievici Șelga — anchetator al Miliției din Petersburg, agent al URSS, organizator al revoluției proletare.
- Rolling — „Regele american al industriei chimice”, unul dintre cei mai bogați și influenți oameni de afaceri, rival al lui Garin (pentru dragostea Zoiei).
- Jansen — căpitanul norvegian al vaporului lui Rolling, este slujitorul apropiat al Zoiei.
- Nikolai Hristoforovici Manțev — geolog rus, face o serie de cercetări pentru Garin.
- Ivan Gusev — băiat rus, participă la expediția lui Manțev, trece mai târziu de partea lui Șelga.

## Ecranizări
- 1965 — Hiperboloidul inginerului Garin (în rusă Гиперболоид инженера Гарина), regizor Aleksandr Ghințburg
- 1973 — Falimentul inginerului Garin (în rusă Крах инженера Гарина)

## Traduceri în limba română
- Hiperboloidul inginerului Garin (E.S.P.L.A. - Editura Cartea Rusă, București, 1959)
- Hiperboloidul inginerului Garin (E.S.P.L.A. - Editura Cartea Rusă, București, 1961, ediția a II-a)
- Hiperboloidul inginerului Garin (Ed. Tineretului, 1968)
- Hiperboloidul inginerului Garin (Ed. Albatros, București - Ed. Raduga, Moscova, 1990) - traducere de Iancu Linde și Igor Porubin

## Vezi și
- Traficantul de aer de Aleksandr Beleaev, roman asemănător
- Cele 500 de milioane ale Begumei de  Jules Verne, roman asemănător